# NGC 2284
NGC 2284 – prawdopodobnie asteryzm składający się z czterech gwiazd, znajdujący się w gwiazdozbiorze Bliźniąt. Odkrył go Heinrich Louis d’Arrest 20 kwietnia 1865 roku. Inna rozważana możliwość identyfikacji obiektu NGC 2284 to gwiazda potrójna znajdująca się 2 minuty kątowe na południowy wschód od tego asteryzmu.